# Ipomoea adenioides
Ipomoea adenioides là một loài thực vật có hoa trong họ Bìm bìm. Loài này được Schinz mô tả khoa học đầu tiên.